# Quận Muskogee, Oklahoma
Quận Muskogee là một quận trong tiểu bang Oklahoma, Hoa Kỳ. Quận lỵ đóng ở thành phố Muskogee 6. Theo điều tra dân số năm 2010 của Cục điều tra dân số Hoa Kỳ, quận có dân số 70.990 người 2. 

## Địa lý
Theo Cục điều tra dân số Hoa Kỳ, quận này có diện tích 2173 ki-lô-mét vuông, trong đó có 65 km2 là diện tích đất, km2 là diện tích mặt nước.